# بوشيني بيكالي
بوشيني بيكالي (الاسم العلمي: Puccinia baicalensis) هو نوع من الفطريات يتبع جنس البوشيني من فصيلة البوشينية.